# Artold von Reims
Artold (französisch Artaud; † 962) war zweimal Erzbischof von Reims als Nachfolger des Karolingers Hugo von Vermandois.
Artold war Mönch, als der Robertiner Hugo der Große bei seiner Fehde mit dem Grafen Heribert II. von Vermandois 931 die Stadt Reims eroberte, den amtierenden Erzbischof, den 11-jährigen Hugo von Vermandois, Heriberts Sohn, verjagte und Artold an seine Stelle setzte.
Eine von Artolds wichtigsten Amtshandlungen war die Krönung des Karolingers Ludwig IV., dessen Erhebung zum König Hugo herbeigeführt hatte, am 19. Juni 936 in Laon. Ludwigs Selbstbefreiung aus der Bevormundung durch Hugo im Jahr darauf führte zu einem Bündnis zwischen Hugo und Heribert, die im Jahr 940 Reims eroberten, worauf Artold abgesetzt und sein Vorgänger Hugo, jetzt zwanzigjährig, wieder eingesetzt wurde. Sechs Jahre später (946) gelang es Ludwig IV., Reims zurückzuerobern und Artold erneut als Bischof zu installieren.
Im Juni 948 wurde in der gemeinsamen Universalsynode von Ingelheim der Bischöfe des west- und ostfränkischen Reichs Artolds Absetzung ebenso verurteilt wie Hugos Kampf gegen König Ludwig.
Am 12. November 954 krönte Artold nach Ludwigs Tod in Reims in Anwesenheit sowohl des Kölner Erzbischofs Brun als auch Hugos Ludwigs Sohn Lothar zum König.